# Guayaquil City Fútbol Club
Pour les articles homonymes, voir River Plate.
Maillots
Dernière mise à jour : 30 mai 2020.
Le Guayaquil City Fútbol Club connu avant 2017 sous le nom de Club Deportivo River Ecuador ou River Plate Ecuador, est un club équatorien de football basé à Guayaquil dans la province du Guayas. Le club voit le jour en 2007.

## Historique

### Repères historiques

Ancien logo du club.

- 2007  : fondation du club sous le nom de Club Deportivo River Plate Ecuador
- 2014  : le club est renommé Club Deportivo River Ecuador
- 2017 : le club est renommé Guayaquil City Fútbol Club

### Histoire
Le club est créé avec l'aide du célèbre club argentin du CA River Plate. 
En 2010, le River Ecuador fait sa première participation en Serie B. À la fin de la saison 2014, le club termine à la deuxième place, et il est promu pour la première fois en Serie A lors de la saison 2015.

## Palmarès
- Championnat d'Équateur de deuxième division :
  - Vice-champion : 2014